# 於乙于同
於乙于同または於乙宇同（オウルドン、어을우동）、生年不詳 - 1480年10月18日）は、李氏朝鮮第10代国王成宗の治世中に活躍した両班出身の詩人、書道家、画家、妓生。於于同または於宇同（オウドン、어우동）とも呼ばれている。
両班の妻でありながら、多くの男性と肉体関係を持った人物として知られる。当時、儒教主体の朝鮮では姦通は殺人罪に次ぐ、重罪であった。

## 生涯
本貫は陰城朴氏、父は承文院（現在の外交部にあたる）知事を務めた朴允昌（パク・ユンチャン）である。本名は丘麻（クマ、구마）とされる。朝鮮第3代国王太宗の子・孝寧大君の孫にあたる泰江守・李仝（テガンス、イ・ドン）と結婚し、1女を儲けた。しかし、夫は燕軽飛（ヨンギョンビ、연경비）という妓生を寵愛してしまう。さらに、彼女は他の男性と密通した濡れ衣を着せられ、夫の家を追い出されてしまう。
彼女は麗しい美貌と長年、培ってきた高い教養を利用して、妓生に扮しながら、王族男性や官吏、奴婢と肉体関係を持つようになった。このような噂は王宮にまで伝わるようになり、彼女は抑留された。国王成宗と義禁府は厳重な審問を行った。
成化16（1480）年10月18日、成宗から風紀を乱した罪として、絞首刑により処刑された。しかし、彼女と姦通した男性達は軽罪又は無罪であった。

## 家族
- 父: 朴允昌
- 母: 鄭氏（生年不詳-1488年）
- 兄: 朴成根
- 元夫: 泰江守李仝
  - 娘: 不詳

## 登場作品
テレビドラマ
- 王と私（SBS、2007年-2008年、演：キム・サラン）